# Aldeias Altas
Aldeias Altas är en kommun i Brasilien.   Den ligger i delstaten Maranhão, i den östra delen av landet, 1 300 km norr om huvudstaden Brasília. Antalet invånare är 23 952.
Omgivningarna runt Aldeias Altas är huvudsakligen savann. Runt Aldeias Altas är det ganska glesbefolkat, med 21 invånare per kvadratkilometer.